# Nguyễn Thị Minh Khai (phường)
Nguyễn Thị Minh Khai là một phường thuộc thành phố Bắc Kạn, tỉnh Bắc Kạn, Việt Nam.

## Địa lý
Phường Nguyễn Thị Minh Khai có vị trí địa lý:
- Phía nam giáp phường Đức Xuân
- Phía tây nam giáp xã Dương Quang
- Các phía còn lại giáp phường Huyền Tụng.

Phường Nguyễn Thị Minh Khai có diện tích 1,40 km², dân số năm 2019 là 5.495 người, mật độ dân số đạt 3.925 người/km².
Phường có tuyến quốc lộ 3 chạy dọc qua địa bàn. Sông Cầu tạo thành ranh giới phía nam của phường.

## Lịch sử
Phường Nguyễn Thị Minh Khai xưa là phố Minh Khai thuộc thị xã Bắc Kạn.
Tháng 4 năm 1967, Hội đồng Chính phủ quyết định chuyển thị xã Bắc Kạn thành thị trấn Bắc Kạn thuộc huyện Bạch Thông, phố Minh Khai lúc này thuộc thị trấn Bắc Kạn.
Ngày 16 tháng 7 năm 1990, thị xã Bắc Kạn được tái lập trên cơ sở tách phần lớn thị trấn Bắc Kạn và một phần các xã Dương Quang, Huyền Tụng. Riêng phố Minh Khai được chuyển về xã Huyền Tụng.
Cùng năm, phố Minh Khai lại được tách ra khỏi xã Huyền Tụng để thành lập thị trấn Minh Khai, thị trấn huyện lỵ huyện Bạch Thông.
Ngày 31 tháng 5 năm 1997, Chính phủ ban hành Nghị định số 56-CP về việc điều chỉnh địa giới hành chính huyện Bạch Thông và thị xã Bắc Kạn. Theo đó, thị trấn Minh Khai được sáp nhập vào thị xã Bắc Kạn và chuyển thành phường Nguyễn Thị Minh Khai thuộc thị xã Bắc Kạn.
Sau khi thành lập, phường Nguyễn Thị Minh Khai có 110 ha diện tích tự nhiên, dân số là 2.100 người.

## Hành chính
Phường Nguyễn Thị Minh Khai được chia thành 17 tổ dân phố được đánh số từ 1 đến 17.